# Chiesa di Sant'Antonio (Capistrello)
La chiesa di Sant'Antonio è un edificio di culto cattolico di Capistrello, in provincia dell'Aquila e diocesi di Avezzano; fa parte della forania di Avezzano.

## Storia

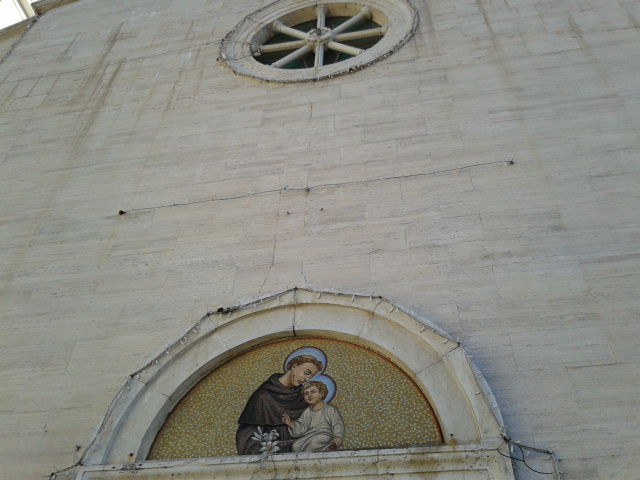
Lunetta e rosone

La chiesa citata tra i possedimenti della diocesi dei Marsi nella bolla pontificia del 1115 di papa Pasquale II, era originariamente dedicata a san Pietro. "Sancti Petri in Capistrello" risale al XII secolo ed ha mantenuto tale titolo fino al 1349, anno in cui si verificò nel centro Italia un forte terremoto. Probabilmente a seguito di importanti lavori di ristrutturazione venne intitolata a sant'Antonio abate.
L'edificio fu ampliato nel XII secolo portando la struttura interna a tre navate. La ristrutturazione seicentesca fu impostata nel rispetto dello stile tardorinascimentale dell'epoca. Al termine dei lavori la chiesa cambiò nuovamente titolo, fu infatti dedicata al santo patrono di Capistrello, sant'Antonio di Padova.
Nel corso del XVIII e XIX secolo vennero apportate piccole migliorie alla struttura che il terremoto della Marsica del 1915 distrusse quasi completamente. La chiesa fu ricostruita a cominciare dagli anni trenta nel rispetto del disegno originale ma con uno stile moderno. Fu riaperta al culto nel 1938. 
Ulteriori restauri e lavori di consolidamento del tetto vennero effettuati negli anni settanta.

## Descrizione
L'edificio di culto, situato nella parte alta di Capistrello, presenta una pianta a croce latina e tre navate separate da possenti colonne. L'abside collocato in fondo alla navata centrale è semicircolare.
La facciata a capanna è rivestita in travertino, si contraddistingue per i tre portali e il rosone circolare sovrastante. Il campanile quadrato è anch'esso rivestito in travertino.